# كريس كوران
كريس كوران (بالإنجليزية: Chris Curran)‏ هو لاعب كرة قدم بريطاني في مركز قلب الدفاع، ولد في 6 يناير 1971 في Heywood, Greater Manchester ‏ في المملكة المتحدة. لعب مع نادي ريل ونادي سكاربورو ونادي كارلايل يونايتد ونادي كرو ألكساندرا ونادي كيتشي.